# Mr van Coothstraat 1a (Waalwijk)
Mr van Coothstraat 1a is een rijksmonumentale villa in het centrum van Waalwijk.
De villa is het directe resultaat van de ‘raadhuisrel’ in 1930, de liefde tussen gemeentesecretaris M.A.J (Toon) van Liempt, zijn vrouw Dora en hun vriendschap met de vrijgevochten architect Jos Klijnen.
Waalwijk had destijds een nieuw raadhuis nodig en verschillende architecten maakten hiervoor een ontwerp. De ontwerpen van Jos Klijnen en Alexander Kropholler bleven over. Het contrast tussen het ultramoderne ontwerp van Klijnen en het traditionelere voorstel van Kropholler kon haast niet groter. En de Waalwijks gemoederen laaiden er enorm over op.
Een van de grote voorstanders van Klijnen was de toenmalige gemeentesecretaris Van Liempt, die inmiddels ook bevriend was geraakt met deze architect. Tot in de laatste raadsvergadering bleef Van Liempt de zaak bepleiten. Het mocht niet baten. Waalwijk koos voor Kropholler en ging over tot de bouw van een nieuw raadhuis aan het Raadhuisplein zoals dat nu nog te zien is.
Gemeentesecretaris Van Liempt trok zich kort na deze teleurstelling wegens ziekte terug uit het openbare leven. Op zijn sterfbed vroeg hij zijn vrouw om Klijnen een woning te laten ontwerpen voor haar en de drie kinderen, waarmee zij zou achterblijven. En zo geschiedde. Het resultaat was de huidige villa: een kopie in het klein van zijn tweede ontwerp voor het Waalwijks raadhuis.
Het unieke pand werd gebouwd in de achtertuin van de toenmalige woning van de jonge weduwe. Bij de villa zien we prachtige gebogen en verspringende daken. De buitenmuren zijn geheel wit gepleisterd en voorzien van rode en witte geglazuurde gevelstenen. Klijnen schijnt hierover te hebben gezegd dat, vanwege het kleine oppervlak van het perceel dat hem hiervoor ter beschikking stond, zijn opdracht neerkwam op 'het construeren van een stoel op een paddestoel'.
In 1963 werd de villa flink uitgebreid met een uitbouw aan de tuinzijde. 
Sinds maart 2021 maakt de villa onderdeel uit van de Wet Blue route, een historische wandelroute waarin diverse markante gebouwen in het centrum van Waalwijk worden uitlicht. 